# Celastrus cuneatus
Celastrus cuneatus är en benvedsväxtart som först beskrevs av Alfred Rehder och E.H. Wilson, och fick sitt nu gällande namn av Ching Yung Cheng och T. C. Kao. Celastrus cuneatus ingår i släktet Celastrus och familjen Celastraceae. Inga underarter finns listade.